# 金邉忠
金邉 忠（かなべ ただし）は、日本の電気工学者。福井大学大学院工学研究科教授。工学博士（大阪大学）。電気学会北陸支部2016企画幹事。レーザー技術総合研究所共同研究員。レーザー学会上級会員。
専門は、光工学・光量子科学、レーザー工学・レーザー核融合・プラズマ。

## 経歴
1981年大阪工業大学工学部電気工学科卒業。1983年大阪大学大学院工学研究科電磁エネルギー工学専攻博士前期課程修了。1987年同大学院工学研究科電磁エネルギー工学専攻博士後期課程修了、工学博士（大阪大学）。同年、レーザー技術総合研究所研究員。その後、大阪大学工学部助手・講師。
1994年セントラルフロリダ大学CREOL客員研究員、1995年大阪大学レーザー核融合研究センターなどを経て、2004年福井大学大学院工学研究科原子力・エネルギー安全工学専攻助教授。2012年より同専攻教授。
主な所属学会は、IEEE、電気学会、レーザー学会、日本原子力学会、応用物理学会。
主な受賞は、レーザー学会進歩賞・レーザー研究編集貢献賞、大阪大学レーザーエネルギー学研究センター貢献賞。
主な著書は、レーザーハンドブック（共著、オーム社2005、学術書）、レーザーの科学（共著、丸善1997、学術書）。

## 主な研究
- LFEX(FIREX)レーザーシステムの開発に関する研究 - 超高強度チャープパルス増幅の解析[8]
- レーザーによる宇宙太陽光発電[9]
- 太陽光励起固体レーザーの設計手法の開発
- LD励起ジグザグスラブNdガラスレーザーの熱効果の低減
- 核融合炉用LD励起ガラスレーザードライバーHALNAの開発研究

## 参考
- https://www.u-fukui.ac.jp/press/38599/